# شهرستان تالادیگا (آلاباما)
شهرستان تالادیگا، آلاباما (به انگلیسی: Talladega County, Alabama) شهرستانی در ایالات متحده آمریکا است که در آلاباما واقع شده‌است.

## خصوصیات
شهرستان تالادیگا ۱٬۹۶۸٫۴ کیلومترمربع مساحت دارد.